# Drepanis pacifica
Mamo-do-havai ou mamo-de-havai (Drepanis pacifica) foi uma espécie de fringilídeos da família Fringillidae.
Foi endémica do Hawai.
Foi extinta por perda de habitat.